# 제주 도련동 귤나무류
제주 도련동 귤나무류(濟州 도련동 귤나무류)는 제주특별자치도 제주시 도련동에 있는 귤나무이다. 2011년 1월 13일 대한민국의 천연기념물 제523호로 지정되었다.

## 개요
삼국시대 이전부터 제주에서 재배되어 온 제주 귤의 원형을 짐작할 수 있어 생물학적 가치뿐만 아니라 역사적 가치가 크다.

## 참고 자료
- 제주 도련동 귤나무류 - 국가유산청 국가유산포털